# 盧存偉
盧 存偉（ろ ぞんい、1963年 - ）は、日本の工学者、福岡工業大学教授。

## 人物・来歴
中華人民共和国出身。1983年、山東鉱業学院大学（現：山東科学技術大学）電気工程系卒（現：電気自動化学院）、同大学院修士課程制御専攻修了、1994年、大阪大学基礎工学部客員研究員を経て、大阪大学大学院基礎工学研究科博士後期課程制御専攻修了（井口征士の下で3D画像計測を研究）、大阪大学より博士(工学)号取得。1983年、山東鉱業学院での助教、講師へ経て、1994年、副教授（准教授）。1999年、福岡工業大学工学部助教授、2005年教授。
中国においては、主にコンピュータ制御や超音波を用いた計測を研究した。
日本で、主に3次元画像計測及び画像計測制御関係の研究開発を行い、最適パターン光投影3次元画像計測技術を提案した。また、それに基づき3Dカメラを開発した。近年、3次元画像計測の実用化に力を入れており、超高温物体の形状のリアルタイム3D画像計測、非静止物体のパターン光投影3D計測、3D顔計測と3D顔認証等の実用化技術を開発した。